# زاك كولينز
زاك كولينز (19 نوفمبر 1997 في الولايات المتحدة - ) (بالإنجليزية: Zach Collins)‏ هو لاعب كرة سلة أمريكي في مركز الوسط. لعب مع بورتلاند ترايل بلايزرز وGonzaga Bulldogs men's basketball ‏.

## وصلات خارجية
- زاك كولينز على موقع إن بي أي (الإنجليزية)
- زاك كولينز على موقع سبورتس رفرنس (الإنجليزية)
- زاك كولينز على موقع كرة السلة الأوروبية.كوم (الإنجليزية)
- زاك كولينز على موقع إي إس بي إن.كوم (الإنجليزية)
- زاك كولينز على موقع كلية كرة السلة في سبورتس رفرنس.كوم (الإنجليزية)
- زاك كولينز على موقع ريلجم (الإنجليزية)
- زاك كولينز على موقع بروبوليرز (الإنجليزية)
- زاك كولينز على موقع سبورتس رفرنس (الإنجليزية)